# G.Skill
G.SKILL International Enterprise Co., Ltd. (chiń. 芝奇國際實業股份有限公司) – tajwańskie przedsiębiorstwo elektroniczne, produkujące m.in. moduły pamięci operacyjnej. Portfolio G.Skill obejmuje także urządzenia peryferyjne dla graczy oraz nośniki pamięci masowej.
Przedsiębiorstwo zostało założone w 1989 roku, a swoją siedzibę ma w Tajpej. 